# スリランカ・ルピー
スリランカ・ルピー（シンハラ語: රුපියල、タミル語: ரூபாய்）はスリランカの通貨。通貨記号は රු, ரூ, ₨, SLRs, /-、国際通貨コード (ISO 4217) はLKR。補助単位はセント。1ルピーが100セントである。

## 硬貨
2012年現在発行されている硬貨は、2005年12月14日のデノミネーションにより切り替えられたものである。法的には1, 2, 5それに10セント硬貨も存在するが、流通しておらず一般向けには発行もされていない。
表面ならびに裏面のデザインは、それまで流通していた硬貨のものが引き継がれている。しかし、重量と材質については識別が容易になるよう変更されている。
2010年4月5日、新たに10ルピー札が硬貨に置き換えられている。
| 25セント | 国名、発行年、額面 | 国章 | 銅張り鉄貨       | 16.0 mm             | 1.68 g | 1.2 mm | 2005年 |
| 50セント | 国名、発行年、額面 | 国章 | 銅張り鉄貨       | 18.0 mm             | 2.5 g  | 1.4 mm | 2005年 |
| 1ルピー  | 国名、発行年、額面 | 国章 | 黄銅張り鉄貨     | 20.0 mm             | 3.65 g | 1.7 mm | 2005年 |
| 2ルピー  | 国名、発行年、額面 | 国章 | ニッケル張り鉄貨 | 28.5 mm             | 7.0 g  | 1.5 mm | 2005年 |
| 5ルピー  | 国名、発行年、額面 | 国章 | 黄銅張り鉄貨     | 23.5 mm             | 7.7 g  | 2.7 mm | 2005年 |
| 10ルピー | 国名、発行年、額面 | 国章 | ニッケル張り鉄貨 | 26.4 mm（十一角形） | 8.36 g | 2.1 mm | 2009年 |

## 紙幣

### 2011年発行の紙幣
スリランカ中央銀行の創立60周年を記念して、2011年2月4日より新しいデザインの紙幣が発行されている。この紙幣のデザインは、コンペティションで選ばれた二人のスリランカのアーティストにより行われている。この新紙幣のテーマは発展 (Development) と繁栄 (Prosperity)、それにスリランカのダンサーとされている。紙幣の表面には、スリランカの開発プロジェクトと土着の鳥・蝶が、裏面にはスリランカの伝統的なダンスを踊るダンサーが描かれている。発行前の2010年4月5日のデノミネーションで、10ルピー札が硬貨に置き換えられたため、新紙幣に10ルピー札は含まれていない。
| 20ルピー   | 128 x 67 mm | 栗色     | 2010年1月1日 | 2011年2月4日 |
| 50ルピー   | 133 x 67 mm | 青       | 2010年1月1日 | 2011年2月4日 |
| 100ルピー  | 138 x 67 mm | オレンジ | 2010年1月1日 | 2011年2月4日 |
| 500ルピー  | 143 x 67 mm | 紫       | 2010年1月1日 | 2011年2月4日 |
| 1000ルピー | 148 x 67 mm | 緑       | 2010年1月1日 | 2011年2月4日 |
| 5000ルピー | 153 x 67 mm | 金       | 2010年1月1日 | 2011年2月4日 |

### 1991-2010年発行の紙幣
このシリーズは、1991年から2010年までの間にいくつかの異なるバージョンが発行されている。1995年発行のものは、表面中央下の図が強調されている。2001年発行のものでは、500ルピー札と1000ルピー札に金属のストライプが追加されている。
| 10ルピー   |             | 緑               | 1991年1月1日 1992年7月1日 1994年8月19日 1995年11月15日 2001年12月12日 2004年4月10日 2005年11月19日             |                |
| 20ルピー   | 128 x 63 mm | 紫               | 1991年1月1日 1992年7月1日 1994年8月19日 1995年11月15日 2001年12月12日 2004年4月10日 2005年11月19日             |                |
| 50ルピー   |             | 青               | 1991年1月1日 1992年7月1日 1994年8月19日 1995年11月15日 2001年12月12日 2004年4月10日 2005年11月19日             |                |
| 100ルピー  | 143 x 71 mm | オレンジ         | 1991年1月1日 1992年7月1日 1995年11月15日 2001年12月12日 2004年4月10日 2005年11月19日                           |                |
| 500ルピー  |             | 薄いオレンジと紫 | 1991年1月1日 1992年7月1日 1995年11月15日 2001年12月12日 2004年4月10日 2005年11月19日                           |                |
| 1000ルピー | 158 x 79 mm | 薄い緑           | 1991年1月1日 1992年7月1日 1995年11月15日 2001年12月12日 2004年4月10日 2004年7月1日 2005年11月19日 2006年7月3日 |                |
| 2000ルピー |             | オレンジ         | 2005年11月19日                                                                                                 | 2006年10月17日 |

2010年4月5日より、10ルピー札はコインに置き換え。